# Pierre Henri Charpentier
Pour les articles homonymes, voir Charpentier (homonymie).
Pierre Henri Charpentier, né à Châlons-sur-Marne actuellement Châlons-en-Champagne le 6 mars 1771, mort le 25 décembre 1854 à Nantes, est un lithographe et éditeur, avec son fils Henri Désiré, de nombreux albums de lithographies. Il commanda à Lalaisse son enquête sur les costumes de la Bretagne.

## Biographie
Il est né le 6 mars 1771,. Il a une fille, Henriette, née en 1804, et un fils, Henri-Désiré, né en 1806.

## Carrière de lithographe-imprimeur
Il essaie à partir de 1824 d'obtenir son brevet de lithographe, qui ne lui est accordé qu'en 1828. Il installe son atelier à Nantes au no 32 du quai de la Fosse. Il travaille dès l'origine avec son fils Henri-Désiré, qui n'obtient le brevet qu'à la mort de son père, et sa fille Henriette avec qui il est associé au sein de la société « Charpentier et Cie ». En 1847, il obtient le brevet d'imprimeur. En 1850, il ouvre un second atelier au no 6 de la place Dauphine, à Paris, tenu par son fils. Il meurt le 28 décembre 1854 et est enterré au cimetière Miséricorde à Nantes.

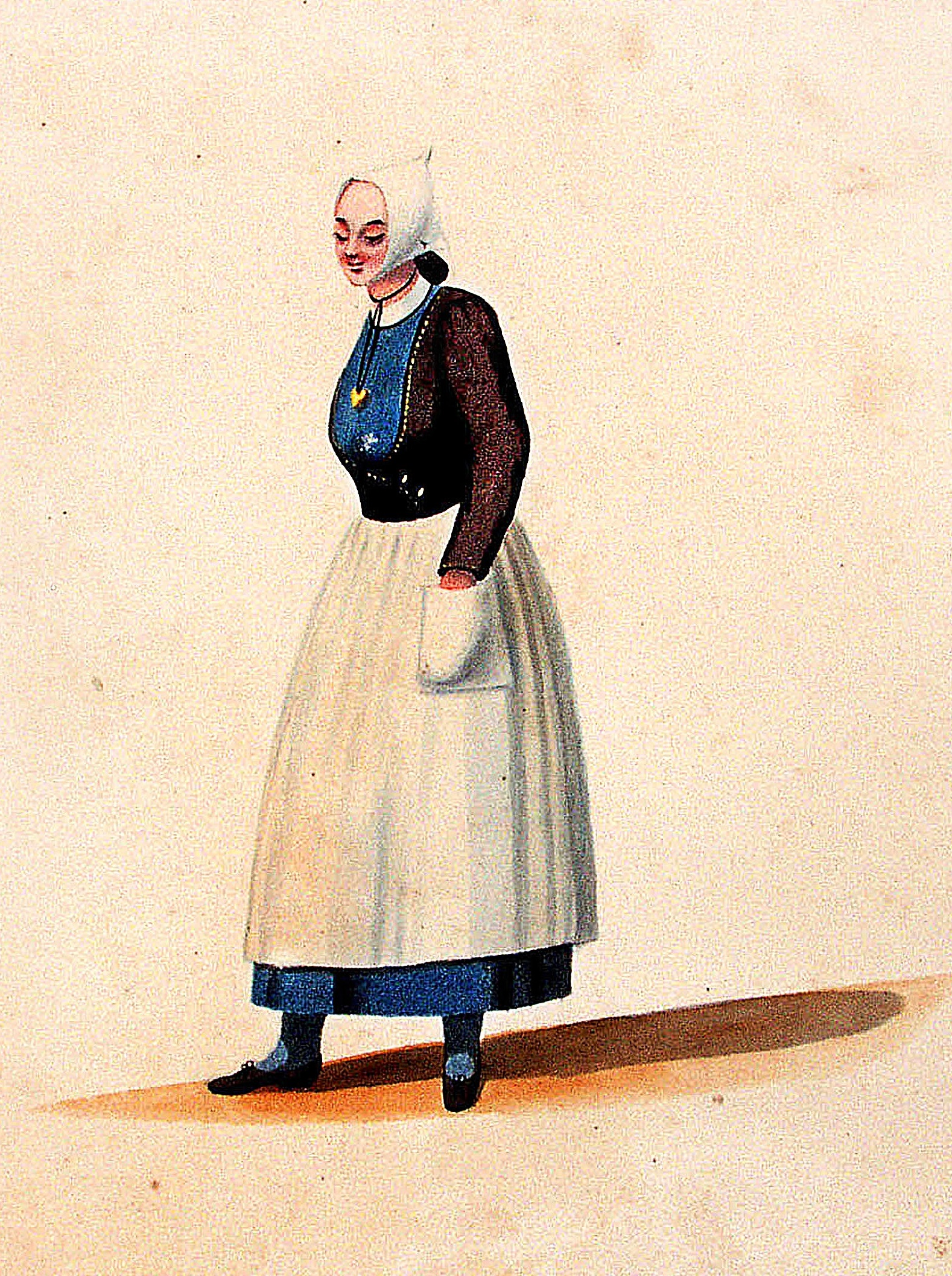
Costume de domestique de ville à Pont-l'Abbé (dessin de Pierre Henri Charpentier, 1825) 1.
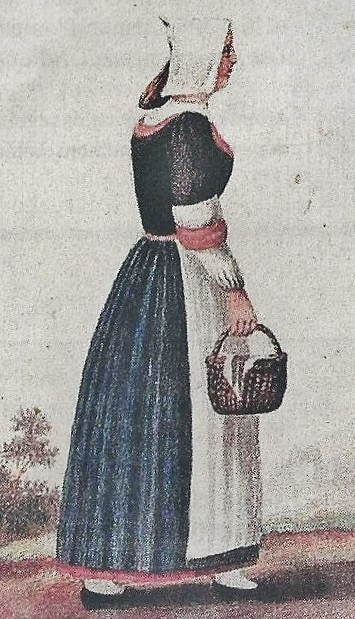
Costume de domestique de ville à Pont-l'Abbé (dessin de Pierre Henri Charpentier, 1825) 2
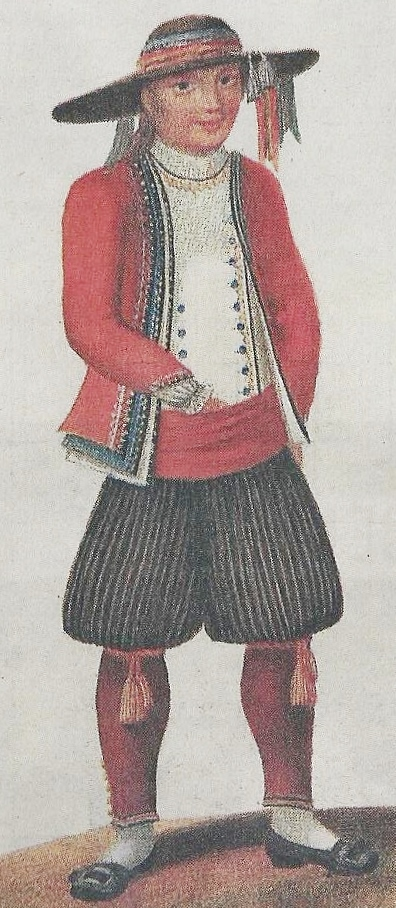
Marié de Ploaré (dessin de Pierre Henri Charpentier, 1825).
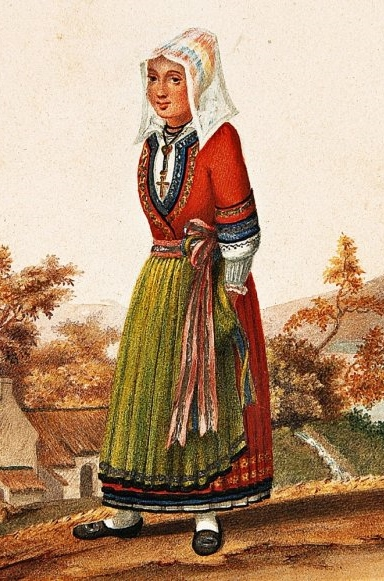
Mariée de Ploaré (dessin de Pierre Henri Charpentier, 1825).

## Publications
- La Galerie armoricaine, 1845
- Nantes et la Loire-inférieure, 1849
- La Bretagne contemporaine, 1865

## Postérité
- En Bretagne, au moins quatre rues portent leurs noms (lui et son fils) [4].